# Canhas
Canhas é uma freguesia portuguesa do município da Ponta do Sol, na Região Autónoma da Madeira,  com 13,30 km² de área e 3597 habitantes (censo de 2021). A sua densidade populacional é 270,5 hab./km².
Localiza-se a uma latitude 32.6833 (32° 60') Norte e a uma longitude 17.11667 (17° 7') Oeste, com uma altitude variável (entre os 0 m e aproximadamente os 1000 m) devido a ser uma zona montanhosa.
Canhas tem uma estrada antiga que liga Calheta e Funchal, tendo sido construída em 2010 uma via expresso que a atravessa e a liga com maior facilidade à sede do município. É ainda atravessada por vários túneis pertencentes um, a uma via expresso e os outros a uma estrada antiga, que ligam a vila da Ponta do Sol à Madalena do Mar. Tem costa no Oceano Atlântico a sul, numa zona denominada Os Anjos. Tem montanhas a norte, sendo uma importante forma de acesso ao Paul da Serra.

## Demografia
A população registada nos censos foi:
Nota: Nos anos de 1911 a 1930 tinha anexada a freguesia de Madalena do Mar. Pelo decreto lei nº 30.214, de 22/12/1939, passaram a constituir freguesias autónomas (Fonte: INE)
| Distribuição da População por Grupos Etários | Distribuição da População por Grupos Etários | Distribuição da População por Grupos Etários | Distribuição da População por Grupos Etários | Distribuição da População por Grupos Etários |
| -------------------------------------------- | -------------------------------------------- | -------------------------------------------- | -------------------------------------------- | -------------------------------------------- |
| Ano                                          | 0-14 Anos                                    | 15-24 Anos                                   | 25-64 Anos                                   | > 65 Anos                                    |
| 2001                                         | 730                                          | 458                                          | 1490                                         | 536                                          |
| 2011                                         | 743                                          | 497                                          | 1844                                         | 685                                          |
| 2021                                         | 459                                          | 469                                          | 1921                                         | 748                                          |

## Património
- Igreja Paroquial de Canhas;
- Capela de Santo André Avelino, do Carvalhal.

## Economia
As atividades económicas mais relevantes são o comércio, turismo, a agricultura e o sector da construção. Verifica-se uma crescente taxa de desemprego na construção civil. A grande alternativa na freguesia tem sido a emigração, nomeadamente para a Venezuela, África do Sul e países da Europa Central.

## Equipamentos públicos
- Campo dos Canhas
- Centro de Saúde
- Lar de idosos
- Segurança Social
- Correios